# Shannon Elizabeth
Shannon Elizabeth Fadal (Houston, 7 de setembro de 1973) é uma ex-modelo, atriz e jogadora de pôquer americana, Um símbolo sexual popular e ídolo adolescente das décadas de 1990 e 2000, Elizabeth é mais conhecida por seus papéis nos filmes American Pie , Tomcats , Scary Movie e Love Actually. Ela também estrelou os filmes Jay e Silent Bob Contra-atacam , Treze Fantasmas , Amaldiçoado e Noite dos Demônios, e desempenhou um papel recorrente na sitcom That '70s Show e Saved by the bel, foi regular na série Cuts.

## Biografia
Elizabeth, de origem irlandesa, inglesa, alemã e cherokee, nasceu em Houston, no estado americano do Texas, e foi criada na cidade de Waco, no mesmo estado. Na escola secundária chegou a se interessar por tênis, considerando uma carreira profissional. Trabalhou como modelo antes de iniciar sua carreira no cinema.

## Carreira
Elizabeth apareceu em filmes de diversos gêneros, incluindo o filme de terror Jack Frost, e Dish Dogs, antes de ser escolhida para aparecer no filme American Pie, que foi um sucesso de bilheteria e lhe trouxe alguma notoriedade pela célebre 'cena da webcam', na qual apareceu topless. Apareceu em seguida em diversos filmes de grande orçamento de Hollywood, como Scary Movie, Jay and Silent Bob Strike Back, e Tomcats. Elizabeth também estrelou a série de televisão Cuts, exibida pelo canal UPN até o seu cancelamento, em maio de 2006.
Em agosto de 1999 posou nua para a revista Playboy, e em 2000 e 2003 apareceu na Maxim, revista da qual foi a 'garota da capa' em junho de 2008.
Shannon Elizabeth emprestou sua aparência e sua voz para a personagem Serena St. Germaine, no videogame James Bond 007: Everything or Nothing, de 2004.
Elizabeth integrou o elenco da sexta temporada do programa de televisão Dancing with the Stars ("Dançando com as Estrelas"), em parceria com Derek Hough. Obteve o sétimo lugar ao ser eliminada da competição. Especula-se que participaria da oitava temporada do reality show I'm A Celebrity, Get Me Out Of Here, que se iniciaria em novembro, no Reino Unido, pela rede ITV1.

### Pôquer

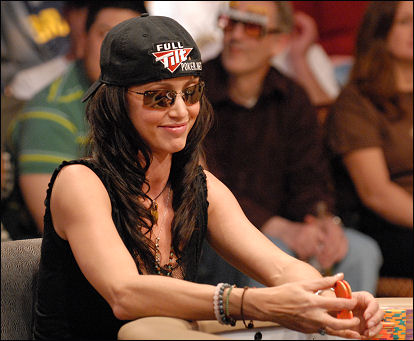
Shannon no NBC National Heads-Up Poker Championship em 2007.

Recentemente Elizabeth começou a jogar pôquer, que segundo ela é sua "segunda carreira", sendo considerada uma líder entre as celebridades jogadores de pôquer. Ela visita Las Vegas até três vezes por mês para participar de torneios de pôquer com os melhores jogadores dos Estados Unidos. Elizabeth disputou o "Maint Event" da WSOP em 2005, e ganhou um torneio especial que comemorava a abertura de uma nova sala de pôquer no Caesars Palace em janeiro de 2006, superando 83 celebridades e profissionais do pôquer para ganhar 55 mil dólares. Ela também disputou torneios da WSOP em 2006 e 2007, mas sendo eliminada cedo no "Main Event". Em 2007, ela avançou para as semifinais da NBC National Heads-Up Poker Championship em um torneio composto por profissionais de pôquer antes de perder para o eventual campeão Paul Wasicka. Entre os quatro jogadores que ela derrotou estão três que conseguiram pelo menos um bracelete da WSOP: Jeff Madsen, Barry Greenstein, e Humberto Brenes.

## Filmografia

### Filmes
- Blast (1996) refém
- Jack Frost (1997) Jill
- American Pie (1999) Nadia
- Dish Dogs (2000) Anne
- Scary Movie (2000) Buffy Gilmore
- Seamless (2000) Nicole
- Tomcats (2001) Natalie Parker
- Thir13en Ghosts (2001) Kathy
- Jay and Silent Bob Strike Back (2001) Justice
- American Pie 2 (2001) Nadia
- Love Actually (2003) Harriet
- Johnson Family Vacation (2004) Chrishelle
- Cursed (2005) Becky
- Confessions of an American Bride (2005) Sam
- The Kid & I (2005) Shelby
- The Grand (2008) Toni
- Deal (2008) Michelle
- Night of the Demons (2009) Angela Feld
- Leisure Suit Larry: Box Office Bust (2010) Amy Loveheart (Voz)
- A Novel Romance (2011) Adi Schwartz
- American Reunion (2012) Nadia
- Jay and Silent Bob Reboot (2019) Justice Faulken
- Todo Mundo em Pânico 6 (2026) Buffy Gilmore

### Televisão
- Off Centre (2001) Dawn
- The Twilight Zone (2001)
- Punk'd (2003) como ela própria
- That '70s Show (2003–2004) Brooke
- Cuts (2005) Tiffany Sherwood
- Thank God You're Here (2007)
- One on One (2004) Tiffany
- Dancing with the Stars (2008) Herself
- Erin & Allison's Life (2008)
- I Bet You (2008)